# Петровское (Шатурский район)
Петро́вское — село в Шатурском муниципальном районе Московской области. Входит в состав городского поселения Шатура. Население — 278 чел. (2010).

## Расположение
Село Петровское расположено в северо-западной части Шатурского района, расстояние до МКАД порядка 114 км. Высота над уровнем моря 133 м.

## Название
В письменных источниках село упоминается как деревня Петровская, позднее село Петровское.
Названа в честь Петра, митрополита Московского и всея Руси.

## История
Упоминается в писцовой Владимирской книге В. Кропоткина 1637—1648 гг. как деревня Петровская стана Сенег Владимирского уезда. Деревня относилась к категории патриарших земель.
До отмены крепостного права деревня принадлежала государству.
После отмены крепостного права деревня вошла в состав Петровской волости.
В 1896 году построена Казанская церковь, деревня стала селом.
В советское время село входило в Петровский сельсовет.
В селе имеется дом культуры.

## Население
| 1859 | 1868 | 1885 | 1905 | 1926 | 1931  |
| ---- | ---- | ---- | ---- | ---- | ----- |
| 587  | ↗653 | ↘596 | ↗744 | ↗774 | ↗1026 |
| 1970 | 1993 | 2002 | 2006 | 2010 |       |
| ↘460 | ↘227 | ↘160 | ↗171 | ↗278 |       |